# Argus (jornal)
O Argus Lusitano ou Cartas Analíticas foi um periódico português publicado em Londres, na Inglaterra, integrante da corrente jornalística conhecida como os jornais de Londres.
Editado por José Anselmo Corrêa Henriques, circulou em 1809, tendo conhecido quatro números. Tinha linha editorial absolutista.